# Николай Двигубски
Николай Лвович Двигубски (18 ноември 1936 г., Париж, Франция – 25 октомври 2008 г. Франция) – френски, съветски и руски художник, художник-постановчик.

## Биография
Николай Двигубски е роден във Франция в семейство на руски емигранти. Братовчед е на Марина Влади. Завършва Френската академия по изкуствата.
През 1956 г. се премества в СССР с родителите си. Завършва ВГИК с производствен дизайн.
В института той се запознава отблизо с Андрей Кончаловски, който много се интересува от Запада.
Работил е върху филми на Кончаловски, Андрей Тарковски, Юли Райзман, Глеб Панфилов.

## Личен живот
В СССР е бил женен три пъти: за актрисите Жана Болотова (докато учи във ВГИК), Ирина Купченко (след снимките на „Благородническо гнездо“, 1969 г.) и Наталия Аринбасарова, 1970 г. Последната ражда дъщеря му Екатерина Двигубская (родена през 1974 г.), която става актриса, режисьорка и писателка.
През 1980 г. Двигубски се завръща в Париж и се жени за четвърти път за французойка на име Женевиев.
Рисува в замъка си в Нормандия.
Николай Двигубски се застрелва на 25 октомври 2008 г.

## Филмография
| Година | Заглавие              |
| ------ | --------------------- |
| 1958   | Дорога на фестиваль   |
| 1966   | Сегодня день рождения |
| 1967   | Легенда о Григе       |
| 1968   | Место под солнцем     |
| 1969   | Крылья дядюшки Марабу |
| 1969   | Дворянское гнездо     |
| 1970   | Дядя Ваня             |
| 1972   | Визит вежливости      |
| 1974   | Зеркало               |
| 1978   | Сибириада             |
| 1979   | Вкус хлеба            |
| 1983   | Васса                 |